# 外国語様アクセント症候群
外国語様アクセント症候群（がいこくごようアクセントしょうこうぐん、英:  foreign accent syndrome 頭字語：FAS）は患者が外国語訛りのように聞こえる話しぶりを身につけるという珍しい医学的症状である。通常は脳梗塞によって発症するが、頭部の外傷、偏頭痛や発達上の問題が原因となることもある。同症状は1907年に初めて報告され、1941年から2009年までの間に記録例が62例存在する。
この症候は発音の準備から筋肉運動を協同させる処理の不具合が原因であって、マスメディアのニュース記事はどの地域訛りに最も近似するか特定を試みがちだが、外国語様アクセント症候群の患者は特定の外国語訛りを習得するのでも外国語を新しく身に付けるものでもない。2010年にはクロアチア語話者が昏睡状態からさめると、ドイツ語を流暢に話せるようになったという未確認の報道がなされたが、脳が損傷を受けた後に患者の語学能力が向上したという確たる事例は全く存在しない。子供や兄弟が外国語様アクセント症候群患者から新たな訛りを身につけたという報道事例であれば複数存在する。

## 概要
同症候群の患者は、聞き慣れていない人にとって、母語を外国語の訛り（社会言語学的アクセント）で話しているように聞こえる。例えば、アメリカの英語話者が南東部のイギリス英語訛りを話すように聞こえる、或いはイギリス英語を母語とする話者がニューヨークのアメリカ英語訛りで話すように聞こえるといった場合である。しかしながら、オックスフォード大学の研究チームにより、外国語様アクセント症候群の一部の事例では脳の特定されたある部分が損傷していたことが突き止められている。脳の特定部分が各種の言語的機能を司っているため、もし損傷を受ければ音の高低にズレが生じたり、音節を誤って発音することがあり、その結果発語パターンが原因の特定できない変化を起こすではないかと考えられる。一般的に、同症候群患者はこのような訛りを困難なく話すように思われているが、実際には発語障害を持つのと同様の感覚を生ずる。より最近には、外国語様アクセント症候群の一部の症例において、運動神経を司る小脳が決定的に関与している可能性を示す証拠が次々と発見されている。これは、発語パターンの変化が機械的であるが故に原因が特定できないという考え方を支持するものである。従って、外国語訛りのように感じられるのは、恐らく聞き手の側にパレイドリア効果を生ずるためであろう。

### 初期の事例
同症状は1907年にフランスの神経学者ピエール・マリーによって初めて言及され、また1919年にも別の初期の事例がチェコ人の研究において報告された 。同症候群の他の有名な事例には、若い女性アストリッド・Lが空襲の最中榴散弾により頭部に外傷を負った後に発症したという1941年ノルウェーにおける例がある。負傷から快復したかに見えた後、強いドイツ語系のように聞こえる訛りが残り、仲間のノルウェー人から遠ざけられるようになった。

## メディアの報道
外国語様アクセント症候群の事例はしばしばメディアによる大々的な報道が行われ、マスメディアにおいては諸事例が脳梗塞、アレルギー反応、身体の損傷、偏頭痛など様々な要因により生じたことが報道されてきた。インサイド・エディションとディスカバリー・ヘルス・チャンネルMystery ERで外国語様アクセント症候群の女性が特集された。2008年10月、2013年9月にはBBCが外国語様アクセント症候群が激しい偏頭痛から生じたというデヴォン出身の女性について、1時間のドキュメンタリーが公開された。
医療ドラマ「トップナイフ」第三話に脳損傷によっておこる珍しい病気の一つとして取り上げられている。

## 周辺資料
- Dankovičová J, Gurd JM, Marshall JC, MacMahon MKC, Stuart-Smith J, Coleman JS, Slater A. Aspects of non-native pronunciation in a case of altered accent following stroke (foreign accent syndrome). Clinical Linguistics and Phonetics 2001;15:195-218.
- Gurd, J. M.; Bessell, N. J.; Bladon, R. A.; Bamford, J. M. (1988). “A case of foreign accent syndrome, with follow-up clinical, neuropsychological and phonetic descriptions”. Neuropsychologia 26 (2):  237–251. PMID 3399041.
- Gurd, J. M.; Coleman, J. S.; Costello, A.; Marshall, J. C. (2001). “Organic or functional? A new case of foreign accent syndrome”. Cortex; a journal devoted to the study of the nervous system and behavior 37 (5):  715–718. PMID 11804223.